# Amt Grabow
Het Amt Grabow is een samenwerkingsverband van 13 gemeenten in de Landkreis Ludwigslust-Parchim van de Duitse deelstaat Mecklenburg-Voor-Pommeren. De bestuurszetel bevindt zich in de stad Grabow.

## Gemeenten
1. Balow (320)
2. Brunow (292)
3. Dambeck (284)
4. Eldena (1.136)
5. Gorlosen (451)
6. Grabow, stad * (5.559)
7. Karstädt (603)
8. Kremmin (234)
9. Milow (359)
10. Möllenbeck (171)
11. Muchow (277)
12. Prislich (694)
13. Zierzow (364)